# جویدو تونلی

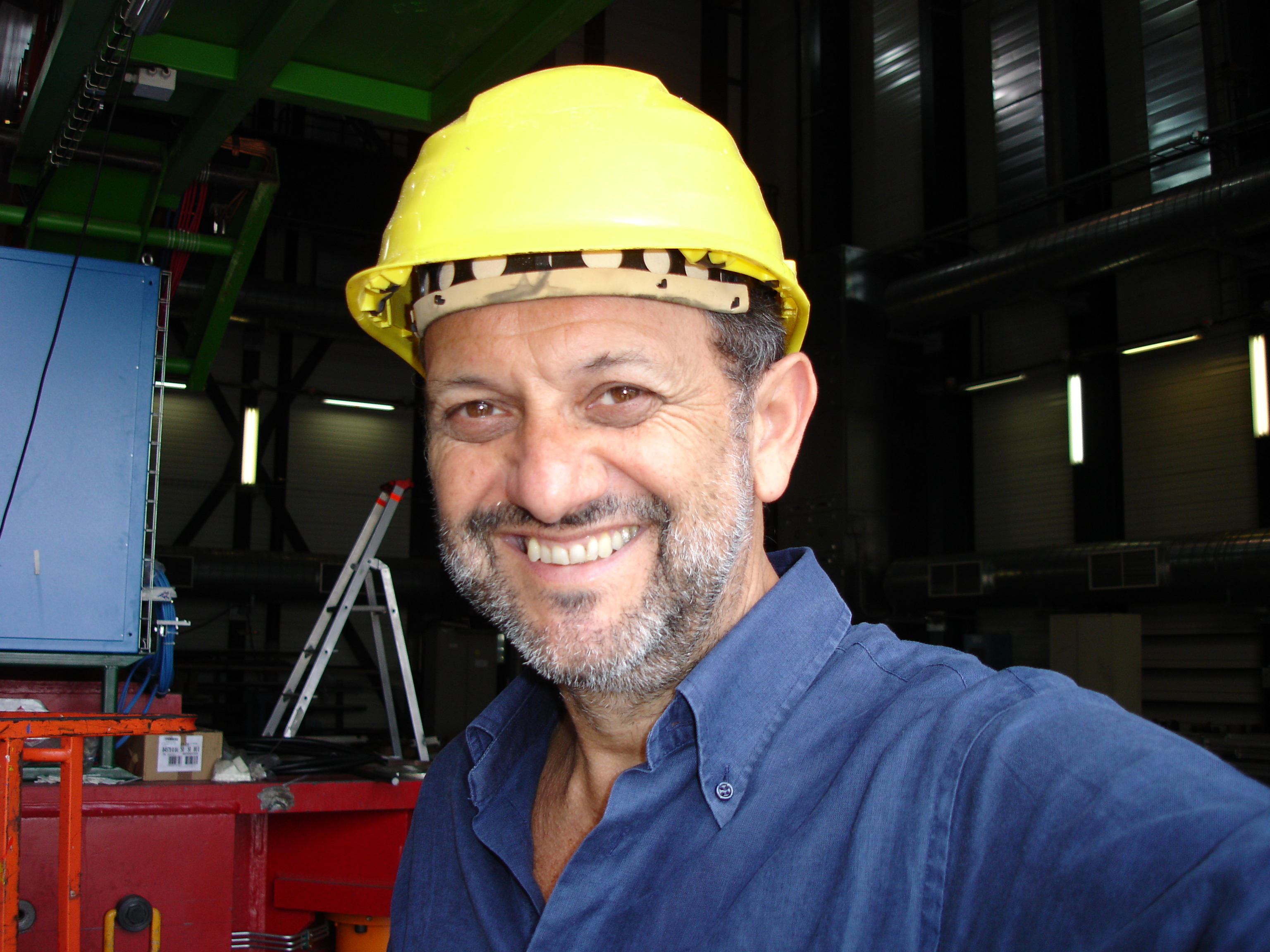
نگارهٔ گویدو تونلی، فیزیک‌دان ایتالیایی - ۲۰۰۶

 گویدو تونلی (انگلیسی: Guido Tonelli؛ زاده ۱۹۵۰) فیزیک‌دان اهل ایتالیا است. او از شخصیت‌های اصلی کشف بوزون هیگز در برخورددهنده هادرونی بزرگ بود.